# アゾモナス・アギリス
アゾモナス・アギリス（Azomonas agilis）は、水圏で見られる、運動性と窒素固定能を持つ、アゾモナス属のグラム陰性菌の種の一つである。

## 解説
A. agilisは、卵形、楕円形、または球形の細胞を持つ原生生物に似ている。細胞は比較的大きく、通常は長さ2.5～6.4 μm、幅2.0～2.8 μmで、なかには10.0～13.5 μmの巨大細胞をもつものも報告されている。また、運動性のための周毛鞭毛を持つ。紫外光によって青みがかった白色の蛍光を発する黄緑色または赤紫色の色素を産生する。
A. agilisは、蘭国の微生物学者マルティヌス・ベイエリンクによって1901年にデルフトの運河の水から初めて分離された。ベイエリンクのオリジナルの菌株は失われており、現在の基準株はAlbert Kluyverとvan den Boutが単離したものである。ベイエリンクの用いた培地ではマンニトールが含まれていたが、純粋培養中のこの細菌は他の微生物が先に分解した後でなければマンニトールを炭素源として利用することはできない。
この細菌は最大1.0%の塩分濃度に耐えることができ、1 μMのヨード酢酸に耐性がある。このことは、比較的高濃度の有機物とミネラル塩を含む汚染された水に生息できる可能性を示唆する。また、カドミウムで汚染された水のバイオレメディエーションに寄与することができる。